# Myrmecia inquilina
Myrmecia inquilina is een mierensoort uit de onderfamilie van de Myrmeciinae. De wetenschappelijke naam van de soort is voor het eerst geldig gepubliceerd in 1959 door Douglas & Brown.